# Chambors
 Chambors  es una comuna y población de Francia, en la región de Picardía, departamento de Oise, en el distrito de Beauvais y cantón de Chaumont-en-Vexin.
Su población en el censo de 1999 era de 304 habitantes.
Está integrada en la Communauté de communes du Vexin Thelle.

## Demografía
| 114 | 140 | 152 | 169 | 307 | 304 |
| Para los censos de 1962 a 1999 la población legal corresponde a la población sin duplicidades (Fuente: INSEE [Consultar]) |     |     |     |     |     |

- Datos: Q1096983
- Multimedia: Chambors / Q1096983

1. ↑  Worldpostalcodes.org, código postal n.º 60240.
2. ↑  INSEE, Datos de población para el año 2012 de Chambors (en francés).